# Pleasantville (Iowa)
Pleasantville – miasto w Stanach Zjednoczonych, w stanie Iowa, w hrabstwie Marion. W 2000 liczyło 1539 mieszkańców.